# 伦讷茨霍芬
伦讷茨霍芬是德国巴伐利亚州的一个市镇。总面积93.10平方公里，总人口4763人，其中男性2379人，女性2384人（2011年12月31日），人口密度51人/平方公里。